# アトランタ方面作戦

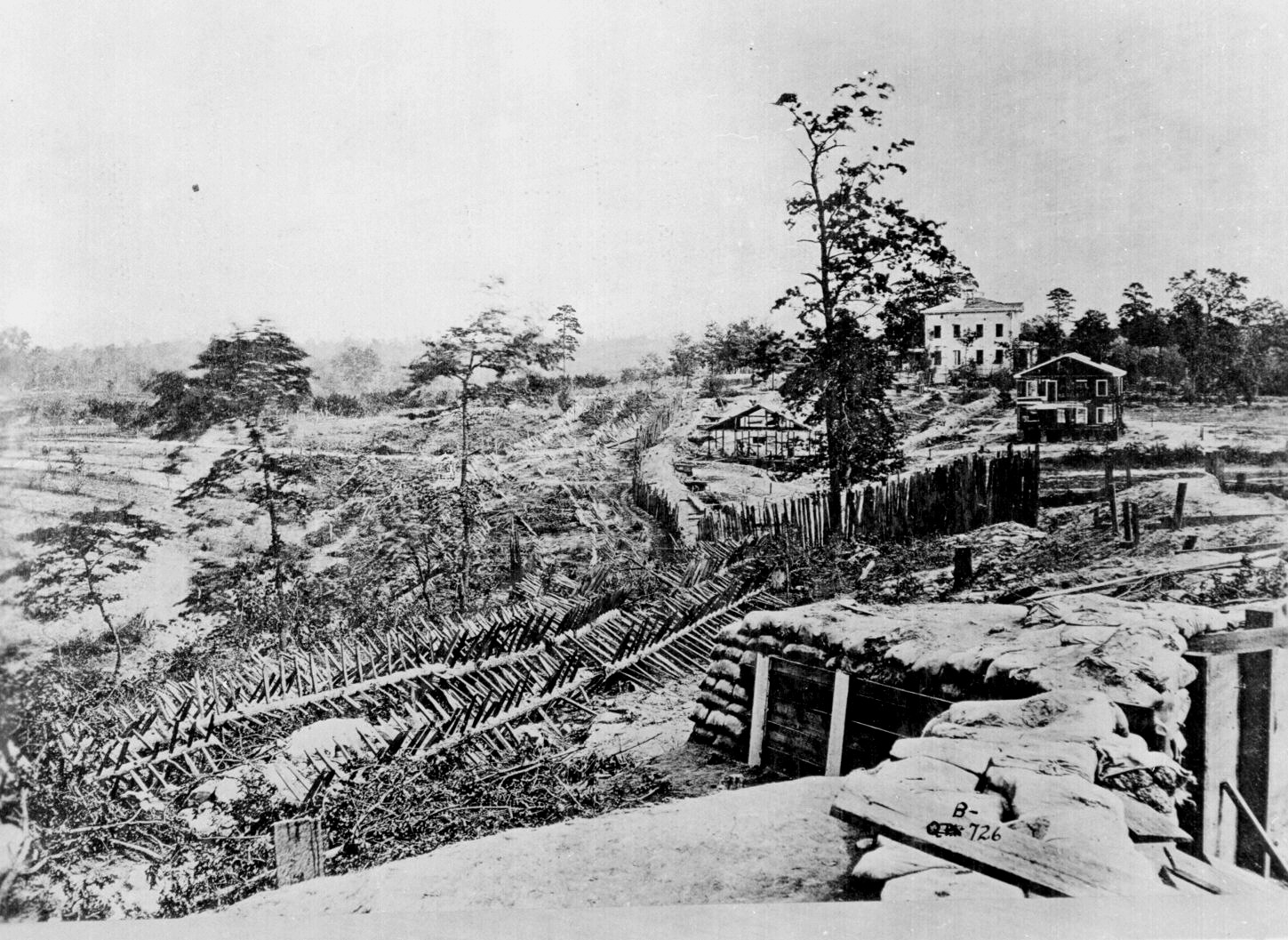
ポッターハウスの前の防柵、拒馬、逆茂木。1864年撮影

アトランタ方面作戦（アトランタほうめんさくせん、英:Atlanta Campaign）は、1864年の夏に、南北戦争の西部戦線で、ジョージア州北西部とアトランタ周辺で行われた一連の戦闘である。最終的にアトランタが陥落し、終戦への道を歩み始めた。

## 背景
アトランタ方面作戦は1863年11月の第三次チャタヌーガの戦いに続くものだった。チャタヌーガは「南部への入り口」として知られ、その占領で門戸は開かれた。ユリシーズ・グラントが北軍全体の総司令官に昇進し、お気に入りの部下であるウィリアム・シャーマン少将に西部軍指揮を任せた。グラントの戦略は多方面から南軍に圧力を掛ける協調戦略だった。グラント、ジョージ・ミードおよびベンジャミン・バトラー、フランツ・シーゲル、ジョージ・クルックとウィリアム・アブレルはバージニア州に侵攻し、ロバート・E・リー将軍に対抗する、ナサニエル・バンクスはアラバマ州モービルを占領する一方で、シャーマンはジョージア州に侵攻しジョセフ・ジョンストン将軍の軍隊を破ってアトランタを確保し、ジョージア州と南部の中心を撃つという任務を与えられた。
この方面作戦の開始時点で、シャーマンのミシシッピ軍事地区軍は3つの軍隊で構成されていた。ジェイムズ・マクファーソン少将のテネシー軍（グラントの時はシャーマンが率いた）、ジョン・マカリスター・スコフィールド少将のオハイオ軍、ジョージ・ヘンリー・トーマス少将のカンバーランド軍だった。マクファーソンがアトランタの戦いで戦死したとき、オリバー・O・ハワード少将が後任となった。シャーマンに対抗する南軍のテネシー軍は当初ジョセフ・ジョンストンが率いていたが、方面作戦の途中で解任され、ジョン・ベル・フッド中将が引き継いだ。史料に拠れば、作戦の開始時点でシャーマン軍の勢力98,500名に対し、ジョンストン軍50,000名とかなり差があったが、シャーマン軍は帰休した兵士のために減っており、逆にジョンストン軍にはアラバマ州から15,000名の援軍が届いた。しかし、6月までにシャーマン軍にも次々と援軍が届き、総勢は112,000名にもなった。
ジョンストンは、戦闘で重大な結果が生まれるまえにその軍隊を後退させるという評判がある、守り重視の将軍だった。このことは1862年の半島方面作戦でジョージ・マクレラン軍と対抗した時に確かに実行されていた。しかし、ジョージアではマクレランよりもはるかに攻撃的なシャーマンと対峙した。この方面作戦の間、ジョンストン軍は何度も強固に守りを施した塹壕戦を選んだ。シャーマンはこれら陣地の大半に対して自殺的な正面攻撃を行うことは手堅く避け、その代わりにチャタヌーガからアトランタまで進行しながら防御線に対する回りこみを続けた。シャーマン軍が防御線に対して回りこむと（ほとんどの場合、ジョンストン軍の左翼に回った）、その度にジョンストン軍は新しい防御陣地に後退した。両軍は供給線として鉄道を使っていたが、ジョンストン軍はアトランタに近付くにつれてその供給線が短くなり、逆にシャーマン軍は長くなった。

## 戦闘
アトランタ方面作戦では次の戦闘が行われた。

### ロッキーフェイスリッジの戦い（1864年5月7日-13日）
ジョンストン軍は長く高いロッキーフェイスリッジの山と東のクロウ渓谷を越えて塹壕線を布いた。シャーマン軍は接近して行くと、その陣地に対してはカンバーランド軍とオハイオ軍で示威行動を行い、一方テネシー軍はスネーククリーク峡谷を抜けて右方へ進みレサカでウェスタン・アンド・アトランティック鉄道を攻撃することにした。カンバーランド軍とオハイオ軍はバザード・ルースト（ミルクリーク峡谷）とダグ峡谷で敵軍と交戦した。この間にマクファーソン指揮下のテネシー軍がスネーククリーク峡谷を通過し、5月9日にレサカの郊外まで進軍し、そこに南軍が塹壕線を布いているのを発見した。敗北を恐れたマクファーソンはスネーククリーク峡谷まで後退した。5月10日、シャーマンは自軍の大半を率いてマクファーソン隊に合流しレサカを奪取することに決めた。翌朝、ジョンストンはシャーマン軍がロッキーフェイスリッジの前面に布陣していた所から退くのを見て、自軍も南のレサカに向けて後退した。

### レサカの戦い（5月13日-15日）
北軍はレサカ周辺の南軍がどこに配置されているかを突き止めるために偵察した。5月14日に全面的な会戦が起こり、北軍はジョンストンの右翼を除いて全体的には撃退された。南軍右翼に付いてもシャーマンはそこに付け込もうとはしなかった。5月15日、戦闘は継続し、両軍共に勝機を見出せなかったが、シャーマンはジョンストン軍の鉄道供給線の方向にあるレイズフェリーに1部隊を送ってウースタヌラ川を渉らせた。ジャクソンは北軍のこの動きを止められず、後退を強いられた。

アトランタ方面作戦の概観図
南軍
北軍

### アデアーズビルの戦い（5月17日）
ジョンストン軍が南に後退し、シャーマン軍が追った。ジョンストンはカルフーンの南では適当な防御陣地が見つけられず、アデアーズビルまで後退を続け、その一方で騎兵隊が巧みな後衛を務めて戦った。5月17日、オリバー・O・ハワード少将の第4軍団が、アデアーズビルの北約2マイル (3 km)まで進軍しているときに、南軍ウィリアム・J・ハーディ中将軍団の塹壕に入った歩兵隊に遭遇した。北軍3個師団が戦闘の準備を整えたが、夕暮れが近付いたためにジョージ・トーマス少将が停めた。続いてシャーマンがアデアーズビル地域に全軍を集結させ、翌日のジョンストン軍攻撃に備えた。ジョンストンは当初からアデアーズビルの渓谷はその部隊を配置するに適当な広さで、側面は丘で保護される場所と予測していたが、その渓谷は広すぎたので、配陣を解いてさらに後退した。

### ニューホープ教会の戦い（5月25日-26日）
5月19日から20日にジョンストン軍がアラトゥーナ・パスまで後退した後で、シャーマンはそこでジョンストン軍を攻撃することはあまりにも犠牲が大きくなると判断したので、ジョンストン軍の左翼を回りこみダラスの方向に密かに進軍することにした。ジョンストンはシャーマン軍の動きを予測し、ニューホープ教会で北軍と会した。シャーマンはジョンストンがほんの一部の部隊を送ったと思い込み、ジョセフ・フッカーの軍団に攻撃を命じた。この軍団は大きな損失を受けた。5月26日、両軍はそれぞれ塹壕に入った。

### ダラスの戦い（5月26日-6月1日）
シャーマン軍は南軍の前線に探りを入れた。5月28日、南軍ハーディ軍団が北軍ジョン・A・ローガン少将が守る北軍防衛線に探りをいれ、弱点に付け込むか後退の可能性を探した。戦闘は2箇所の異なる地点で続いたが、南軍が大きな損失を出して撃退された。シャーマンはジョンストン軍の前線周りを探索し続け、6月1日にその騎兵隊がアラトゥーナ・パスを占領したがそこには鉄道があり、それで自軍の兵士と物資が鉄道で運ばれてくることを可能にした。シャーマンは6月5日にダラスのその前線を放棄し、アラトゥーナ・パスの鉄道終点方向に移動し、ジョンストン軍がその後を追随するようにさせた。

### ピケッツミルの戦い（5月27日）
ニューホープ教会での敗北後、シャーマンはハワードにジョンストン軍の露出していると見える右翼への攻撃を命じた。南軍は攻撃に備えており、支援部隊が現れなかったために北軍の攻撃は作戦通りに進まなかった。南軍は大きな損失を出させて撃退した。

### マリエッタの戦い（6月9日-7月3日）
シャーマンは6月9日にマリエッタ地域でジョンストン軍が塹壕線を布いているのを発見すると、北軍の前線を展開させて南軍を囲むようにし、南軍をいくらか後退させて新しい陣地に退かせた。6月14日、敵状視察に出ていた南軍のレオニダス・ポーク中将が砲弾に当たって戦死した。6月18日から19日、ジョンストンは包囲されることを怖れ、以前に選んでいたケネソー山に跨る新しい陣地に自軍を動かし、マリエッタの西まで弧状の塹壕線を布き、その供給線であるウェスタン・アンド・アトランティック鉄道を守った。シャーマンはこの陣地に幾らかの攻撃を行ったが成功せず、最終的にその前線を右方に伸ばすことで、7月2日から3日にかけてジョンストン軍にマリエッタ地域からの撤退を強いた。

### コルブ農園の戦い（6月22日）
ケネソー山に跨り南に伸びる南軍の塹壕線と向かい合ったシャーマンはその前面は固定させ、右翼を伸ばして南軍側面を包み込ませ鉄道に脅威を与えた。ジョンストンは6月22日にジョン・ベル・フッドの軍団を左翼から右翼に動かすことで反応した。フッドはマウントザイアン教会の新しい陣地に到着すると、独自で攻撃することを決めた。フッドの意図に気付いた北軍のスコフィールドとジョセフ・フッカーの各将軍は塹壕に入った。北軍の砲撃と湿地の多い地形のためにフッドの攻撃は挫折させられ、多くの損失を出して後退した。ここで勝利したものの、シャーマンの包み込み作戦は束の間のことで失敗した。

### ケネソー山の戦い（6月27日）
この戦闘は、方面作戦におけるシャーマンの方針だった正面攻撃を避け敵の左翼に回りこむというものの唯一の例外だった。シャーマンはジョンストンがケネソー山に布いた前線が非常に薄く延びていると確信し、側面への陽動攻撃と共に正面攻撃を行うことに決めた。6月27日朝、シャーマンは砲撃を行った後で部隊を前進させた。当初、バーントヒッコリー道路の南の前哨を追い落とす勢いだったが、壕に入った敵を攻撃することは効果が薄かった。戦闘は正午までに終わり、シャーマン軍は大きな損失を受けた。

### ピーチツリークリークの戦い（7月20日）
ジョンストン軍はアトランタの北約3マイル (5 km)のピーチツリー・クリークの南に退いた。シャーマンは自軍を3隊に分け、トーマスのカンバーランド軍を北から移動させてアトランタ襲撃に向かった。ジョンストンはトーマス隊を攻撃することにしたが、アメリカ連合国大統領ジェファーソン・デイヴィスはジョンストンを指揮官から解任し、フッドをその位置に就かせた。フッドはトーマス隊がピーチツリー・クリークを渡った後でこれを攻撃した。様々な場所で北軍の部隊を圧倒するような決死の攻撃が行われたが、最終的に北軍が持ち堪え、南軍が後退した。

### アトランタの戦い（7月22日）
フッドはマクファーソンのテネシー軍を攻撃することに決めた。夜の間にアトランタの外郭線から内側の防御線まで主力を退かせ、シャーマン軍を誘き寄せた。その間にハーディ軍団を15マイル (24 km)迂回行軍させ、市の東で防御の無い北軍左翼と後衛を衝かせようとした。ジョセフ・ウィーラーの騎兵隊は遥か遠くでシャーマン軍の供給線を襲い、ベンジャミン・F・チーザム将軍の軍団は北軍の正面を攻撃することとされた。しかし、フッドは行軍に必要な時間を計算違いしており、ハーディ軍団は午後まで攻撃を始められなかった。フッドはその間シャーマン軍を翻弄していたが、マクファーソンがその左翼を心配になり、その予備隊であるグレンビル・ドッジの第16軍団をそこに派遣した。フッド軍の2個師団がこの予備隊に遭遇し撃退された。南軍の北軍後衛への攻撃は阻止されたが、左翼への回り込みを始めた。同じ頃、ある南軍の兵士が馬で戦闘を視察するために乗り出していたマクファーソンを射殺した。決死の攻撃が続いたが、北軍は持ち堪えた。午後4時頃、チーザムの軍団が北軍の前線を突破したが、シャーマンの作戦本部近くにあった大砲の集中砲火で突撃が止まった。続いてローガンの第15軍団が反撃を行い、北軍の戦線を修復した。北軍は持ち堪え、フッド軍は大きな損失を出した。

### エズラ教会の戦い（7月28日）
シャーマン軍はそれまで北と東からアトランタに接近し突破することが出来なかったので、西からの攻撃を行うことにした。マクファーソンの後を継いだハワードのテネシー軍に左翼から右翼に移動し、イーストポイントとアトランタを繋ぐ最後の鉄道供給線を遮断するよう命じた。フッドはこの操軍を見て取りスティーブン・D・リーとアレクサンダー・P・スチュアート各中将の2個軍団を送って北軍の動きを阻止しエズラ教会で打ち破ろうとした。ハワードはそのような動きを予測し、南軍の通り道にその軍隊の1個軍団を塹壕に入らせて待たせ、決死の攻撃を撃退し、大きな損害を負わせた。しかし、ハワードは鉄道を遮断できなかった。同時に行われた北軍騎兵隊2部隊によるアトランタ南での鉄道遮断の試みも失敗に終わり、エドマンド・M・マクックの1個師団はブラウンズミルの戦いで完璧に潰され、他の部隊も撃退されて、その指揮官ジョージ・ストーンマンが捕虜になった。

### ユトイクリークの戦い（8月5日-7日）
エルザ教会でフッド軍の左翼を包み込むことに失敗したシャーマンはその後もその右翼を伸ばしてイーストポイントとアトランタを繋ぐ鉄道を攻撃しようとした。スコフィールドのオハイオ軍を左翼から右翼に移しユトイ・クリークの北岸に送った。スコフィールド軍は8月2日にユトイ・クリークに達したが、カンバーランド軍第14軍団と共に8月4日までクリークを渡らなかった。スコフィールド軍は8月5日朝にその位置の利点を生かして活動を開始し、当初はうまく行った。スコフィールドはその後で部隊を再編しなければならず、その日の残りを費やした。この遅れのために南軍は逆茂木で防御を強化することができ、翌8月6日朝に再開された北軍の攻撃速度を遅らせた。北軍は大きな損失を出して撃退され、鉄道破壊の目的も潰えた。8月7日、北軍は南軍の主力前線に向かって進み塹壕線に入った。そのまま8月遅くまでそこに留まった。

### 第二次ダルトンの戦い（8月14日-15日）
ウィーラーとその騎兵隊が北ジョージアを襲撃し、鉄道の線路や旧物資を破壊した。8月14日の午後遅くにダルトンに接近し、守備隊の降伏を要求した。北軍は降伏を拒否し戦闘が起こった。北軍守備隊は戦力が大きく劣っており、町の外の丘にある砦まで後退し、南軍の攻撃は深夜まで続いたが、そこを守り続けた。8月15日午前5時頃、ウィーラー隊が撤退し救出に来たジェイムズ・スティードマン少将の歩兵と騎兵の部隊と交戦した。最終的にウィーラー隊が撤退した。

### ラブジョイ駅の戦い（8月20日）
ウィーラー隊が北ジョージアから東テネシーにかけて北軍の補給線を襲撃して不在の間に、シャーマンはジャドソン・キルパトリック准将の騎兵隊を派遣して南軍の補給線を襲わせた。8月18日に進発して、その夜にアトランタ・アンド・ウェストポイント鉄道を襲い、小さな地域の鉄道軌道を剥がした。次にメイコン・アンド・ウェスタン鉄道のラブジョイ駅に向かった。その過程にあった8月19日、キルパトリック隊はメイコン・アンド・ウェスタン鉄道のジョーンズバラ供給所を襲い、大量の補給物資を焼いた。8月20日、ラブジョイ駅に到着し、その破壊を始めた。南軍の歩兵隊（パトリック・クリバーン師団）が現れ、襲撃隊は夜に入っての戦いを強いられ、最後は包囲を避けるために逃亡した。キルパトリック隊はラブジョイ駅で物資や線路を破壊したが、その鉄道は2日後には復旧した。

### ジョーンズバラの戦い（8月31日-9月1日）
シャーマンは分遣隊を派遣してフッドの供給線を遮断したが、南軍も直ぐにそれらを復旧させた。8月遅く、シャーマンはフッドの鉄道供給線を遮断できれば、フッド軍はアトランタを明け渡すしかないと考えた。それ故にその軍の7個歩兵軍団のうち6個軍団を動かして補給線の攻撃に向かわせた。この軍隊は8月25日にその陣地を引き払って、ラフ・アンド・レディとジョーンズバラの間のメイコン・アンド・ウェスタン鉄道を襲った。この動きに対抗してフッドはハーディに2個軍団をつけてこれを阻止し可能ならば北軍を壊走させようとしたが、シャーマン軍が大挙してそこに移動しているとは認識していなかった。8月31日、ハーディはジョーンズバラの西で北軍2個軍団を攻撃したが容易に撃退された。アトランタを攻撃されることを恐れたフッドはその夜ハーディ軍から1個軍団を戻した。翌日北軍1個軍団がハーディの前線を突破し、ハーディ軍はラブジョイ駅まで撤退した。9月1日の夜。フッドはアトランタを明け渡し、軍事物資や設備を焼いたので、市内は大火に包まれた（この火事のシーンが1939年の映画『風と共に去りぬ』に描かれた）。北軍は9月2日にアトランタを占領した。シャーマンはフッドの供給線を遮断したが、ハーディの軍団を崩壊させるまでには至らなかった。

## 戦いの後
シャーマンが勝利し、フッドは南軍の中で最も向こう見ずに攻撃的な将軍としての評判を確立してしまった。この方面作戦での両軍の損失は、絶対数ではほぼ同数である。北軍の総損失31,687名（戦死4,423名、負傷22,822名、不明または捕虜4,442名）に対し、南軍は34,979名（戦死3,044名、負傷18,952名、不明または捕虜12,983名）となった。しかし、南軍の損失率を考えれば遥かに大きなものである。フッド軍は約3万名の軍隊でこの地域を離れ、シャーマン軍は約81,000名で占領した。シャーマンの勝利は、当初の任務である南部のテネシー軍を崩壊させるに至らなかったので弱められ、敵を逃がしたことで批判されてきた。しかしアトランタの占領は北部の士気を大きく上げることに貢献し、エイブラハム・リンカーン大統領を再選させる大きな要因となった。
アトランタ方面作戦の後は北軍の主導で2つの方向に向かった。ほぼ直後には北西方向にフッド軍を追跡したフランクリン・ナッシュビル方面作戦、11月の大統領選挙後はシャーマンの海への進軍に続いた。